# Alessandro Martinelli
Alessandro Martinelli (Mendrisio, 30 maggio 1993) è un calciatore svizzero, centrocampista del Mendrisio.

## Caratteristiche tecniche
È un mediano di grinta, piede mancino, bravo nella fase di interdizione e dotato di buona corsa.

## Carriera

### Club

#### Giovanili e Portogruaro
Cresciuto nelle giovanili del Grasshoppers, nell'estate 2009 a 16 anni si trasferisce in Italia per giocare nella formazione degli Allievi Nazionali della Sampdoria. Dalla stagione seguente viene inserito, anche se sotto leva, nella formazione Primavera blucerchiata nella quale gioca 33 partite con 4 gol in due Campionati.
Il 17 luglio 2012 viene ceduto, insieme ad altri cinque compagni di squadra, in prestito al Portogruaro in Prima Divisione. Il 4 agosto esordisce con la maglia granata, subentrando ad Ondřej Herzán al 78º minuto della sfida di Coppa Italia Portogruaro-Cosenza 3-1. L'esordio in Prima Divisione avviene invece il 9 settembre nella partita Lumezzane-Portogruaro 1-1, nella quale Alessandro gioca gli interi 90 minuti. Conclude la sua prima stagione da professionista con 26 presenze in Campionato e 2 in Coppa Italia.

#### Rinnovo Samp e Unione Venezia
Il 13 giugno 2013 Alessandro, ritornato alla Samp, prolunga il proprio contratto con i blucerchiati fino a giugno 2018. Inoltre prende parte al ritiro estivo pre-campionato della Prima squadra.
Il 2 settembre, ultimo giorno del calciomercato estivo, il Doria comunica la cessione del giocatore a titolo temporaneo all'Unione Venezia in Prima Divisione. Sei giorni dopo esordisce con gli Arancioneroverdi giocando il secondo tempo della sfida di Campionato Unione Venezia-Lumezzane 5-3.
Il 26 gennaio 2014 realizza il suo primo gol da professionista sbloccando il risultato del derby veneto Vicenza-Unione Venezia 2-1: il gol attira molto l'attenzione dei media nazionali perché Alessandro dopo aver recuperato palla su un calcio d'angolo a favore del Vicenza, supera in dribbling due avversari e prima di calciare in porta decide di mettere a sedere l'estremo difensore dei biancorossi; facendo ricordare così a molti il gol che fece George Weah in Milan-Verona l'8 settembre 1996. Termina la sua seconda stagione in Prima Divisione con 20 presenze ed 1 gol in Campionato.

#### Modena e Brescia
Il 7 luglio 2014 il Modena comunica di aver acquisito il calciatore dalla Sampdoria con la formula del prestito con diritto di opzione e contro-opzione a favore dei blucerchiati. L'11 ottobre seguente esordisce in Serie B giocando dal primo minuto la partita Modena-Brescia 1-1. Nella sua prima esperienza nel campionato cadetto riesce a collezionare 20 presenze in Campionato, 1 in Coppa Italia ed un'altra nei playout salvezza vinti contro la Virtus Entella.
Il 9 luglio 2015 il Brescia comunica l'acquisto del giocatore con la formula del prestito con diritto di opzione e contro-opzione a favore dei blucerchiati. La stagione è positiva infatti colleziona 33 presenze in Campionato, di cui ben 32 da titolare, che convincono la Sampdoria ad esercitare la contro-opzione riportandolo a Genova. Il 25 luglio 2016 ritorna al Brescia in prestito con diritto di riscatto e contro riscatto a favore della Sampdoria. Il 20 settembre seguente realizza la sua prima rete con la maglia delle rondinelle nel pareggio 2-2 contro il Carpi.

### Nazionale
Dopo aver giocato 24 partite con 1 gol in varie Nazionali giovanili della Svizzera ed aver partecipato nel 2010 all'Europeo Under-17, il 14 ottobre 2013 allo Stadio di Cornaredo compie il suo esordio in Under-21, giocando dal primo minuto la gara valevole per qualificazioni ad Euro-2015 Svizzera-Croazia 0-2.

## Statistiche

### Presenze e reti nei club
Statistiche aggiornate al 12 giugno 2021.
| Stagione        | Squadra         | Campionato      | Campionato | Campionato | Coppe nazionali | Coppe nazionali | Coppe nazionali | Coppe continentali | Coppe continentali | Coppe continentali | Altre coppe | Altre coppe | Altre coppe | Totale | Totale |
| Stagione        | Squadra         | Comp            | Pres       | Reti       | Comp            | Pres            | Reti            | Comp               | Pres               | Reti               | Comp        | Pres        | Reti        | Pres   | Reti   |
| --------------- | --------------- | --------------- | ---------- | ---------- | --------------- | --------------- | --------------- | ------------------ | ------------------ | ------------------ | ----------- | ----------- | ----------- | ------ | ------ |
| 2012-2013       | Portogruaro     | 1D              | 26         | 0          | CI+CI-LP        | 2+0             | 0               | -                  | -                  | -                  | -           | -           | -           | 28     | 0      |
| 2013-2014       | Venezia         | 1D              | 20         | 1          | CI+CI-LP        | 0+1             | 0               | -                  | -                  | -                  | -           | -           | -           | 21     | 1      |
| 2014-2015       | Modena          | B               | 20+1       | 0          | CI              | 1               | 0               | -                  | -                  | -                  | -           | -           | -           | 22     | 0      |
| 2015-2016       | Brescia         | B               | 33         | 0          | CI              | 2               | 0               | -                  | -                  | -                  | -           | -           | -           | 35     | 0      |
| 2016-2017       | Brescia         | B               | 34         | 2          | CI              | 0               | 0               | -                  | -                  | -                  | -           | -           | -           | 34     | 2      |
| 2017-2018       | Brescia         | B               | 33         | 0          | CI              | 0               | 0               | -                  | -                  | -                  | -           | -           | -           | 33     | 0      |
| 2018-2019       | Brescia         | B               | 14         | 0          | CI              | 1               | 0               | -                  | -                  | -                  | -           | -           | -           | 15     | 0      |
| Totale Brescia  | Totale Brescia  | Totale Brescia  | 114        | 2          |                 | 3               | 0               |                    | -                  | -                  |             | -           | -           | 117    | 2      |
| 2019-2020       | Palermo         | D               | 24         | 1          | CI-D            | 1               | 0               | -                  | -                  | -                  | -           | -           | -           | 25     | 1      |
| feb.-giu. 2021  | Castello        | SL              | 2          | 1          | -               | -               | -               | -                  | -                  | -                  | -           | -           | -           | 2      | 1      |
| Totale carriera | Totale carriera | Totale carriera | 207        | 5          |                 | 8               | 0               |                    | -                  | -                  |             | -           | -           | 215    | 5      |

### Cronologia presenze e reti in nazionale
| Cronologia completa delle presenze e delle reti in nazionale ― Svizzera under 21 | Cronologia completa delle presenze e delle reti in nazionale ― Svizzera under 21 | Cronologia completa delle presenze e delle reti in nazionale ― Svizzera under 21 | Cronologia completa delle presenze e delle reti in nazionale ― Svizzera under 21 | Cronologia completa delle presenze e delle reti in nazionale ― Svizzera under 21 | Cronologia completa delle presenze e delle reti in nazionale ― Svizzera under 21 | Cronologia completa delle presenze e delle reti in nazionale ― Svizzera under 21 | Cronologia completa delle presenze e delle reti in nazionale ― Svizzera under 21 |
| Data                                                                             | Città                                                                            | In casa                                                                          | Risultato                                                                        | Ospiti                                                                           | Competizione                                                                     | Reti                                                                             | Note                                                                             |
| -------------------------------------------------------------------------------- | -------------------------------------------------------------------------------- | -------------------------------------------------------------------------------- | -------------------------------------------------------------------------------- | -------------------------------------------------------------------------------- | -------------------------------------------------------------------------------- | -------------------------------------------------------------------------------- | -------------------------------------------------------------------------------- |
| 14-10-2013                                                                       | Lugano                                                                           | Svizzera under 21                                                                | 0 – 2                                                                            | Croazia under 21                                                                 | Qual. Europeo Under-21 2015                                                      | -                                                                                |                                                                                  |
| Totale                                                                           |                                                                                  | Presenze                                                                         | 1                                                                                |                                                                                  | Reti                                                                             | 0                                                                                |                                                                                  |

## Palmarès

### Club
- Campionato italiano di Serie B: 1

Brescia: 2018-2019
- Serie D: 1

Palermo: 2019-2020 (girone I)
- Seconda Lega interregionale: 1

Mendrisio: 2022-2023